# Ferdinand Brandner

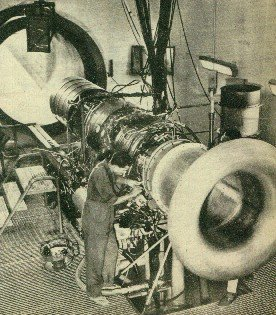
Triebwerk E-300 auf dem Prüfstand

Ferdinand Brandner (* 17. November 1903 in Wien; † 20. Dezember 1986 in Salzburg) war ein österreichischer Motorenkonstrukteur.
Brandner studierte in Wien. Dort engagierte er sich innerhalb der jugendbewegt-reformierten Deutschen Gildenschaft. Zum 1. Januar 1932 trat er der NSDAP bei (Mitgliedsnummer 896.289). Zu Beginn seiner beruflichen Karriere konstruierte er Dieselmotoren für Lokomotiven. In der Zeit von 1937 bis 1945 war er Konstrukteur bei den Junkerswerken, zu Kriegsende im Rang eines SS-Standartenführers. Er konstruierte große Flugtriebwerke, u. a. den Jumo 222. Brandner hatte maßgeblichen Anteil daran, dass die Flugmotorenwerke Ostmark in Wiener Neudorf gebaut wurden. Ende August 1941, nach ersten Probeflügen des Jumo 222 mit Lagerschäden an der Kurbelwelle, gab der Junkers-Konzern bekannt, dass der neue Motor noch keine Serienreife erlangt hat und nicht zum vorgesehenen Termin verfügbar ist. Im September 1941 wurde entschieden, die Produktionsvorbereitungen für diesen Motor in Wiener Neudorf anzuhalten und das Junkers-Management abzulösen.
Im März 1945 wurde Brandner von der Roten Armee auf der Flucht nach Prag gefangen genommen. Er erklärte sich zur Zusammenarbeit mit der Sowjetunion bereit, um nach Dessau zurückzukommen, wurde im Mai 1945 aber in das Butyrka-Gefängnis in Moskau gebracht und im April 1946 in das Kriegsgefangenenlager Krasnogorsk deportiert. Im Juni 1946 erhielt Brandner im Werk 26 bei Ufa, wohin das Junkers-Zweigwerk Köthen verlagert worden war, den Auftrag, den Junkers-6-Reihensternmotor neu zu projektieren. Im Januar 1947 wurde er nach Kuibyschew (Uprawlentscheski) gebracht und als Abteilungsleiter für eine Gruppe deutscher Spezialisten eingesetzt, die im Oktober 1946 im Rahmen der Aktion Ossawakim dorthin verschleppt worden waren. Brandner leitete die Entwicklung verschiedener Triebwerke wie des Kusnezow NK-12, ein PTL-Triebwerk mit Koaxialpropellern. Es ist bis heute das leistungsfähigste Turboproptriebwerk, eingesetzt als Antrieb des schweren Bombers Tu-95 und des Transportflugzeuges An-22. 1953 kehrte er aus der Sowjetunion nach Österreich zurück.
Vom 24. September 1957 bis zum 30. April 1958 war Brandner als Geschäftsführer der BMW Triebwerkbau GmbH unter Vertrag, ohne jedoch jemals für das Unternehmen tätig geworden zu sein. Von 1960 bis 1969 war er in Ägypten mit der Entwicklung und dem Bau des Strahltriebwerks E-300 für das von Messerschmitt entworfene Düsenflugzeug Helwan HA-300 beschäftigt. Anfang der 1970er-Jahre bekam er in Peking eine Gastprofessur für Triebwerksbau.